# Tượng khóc

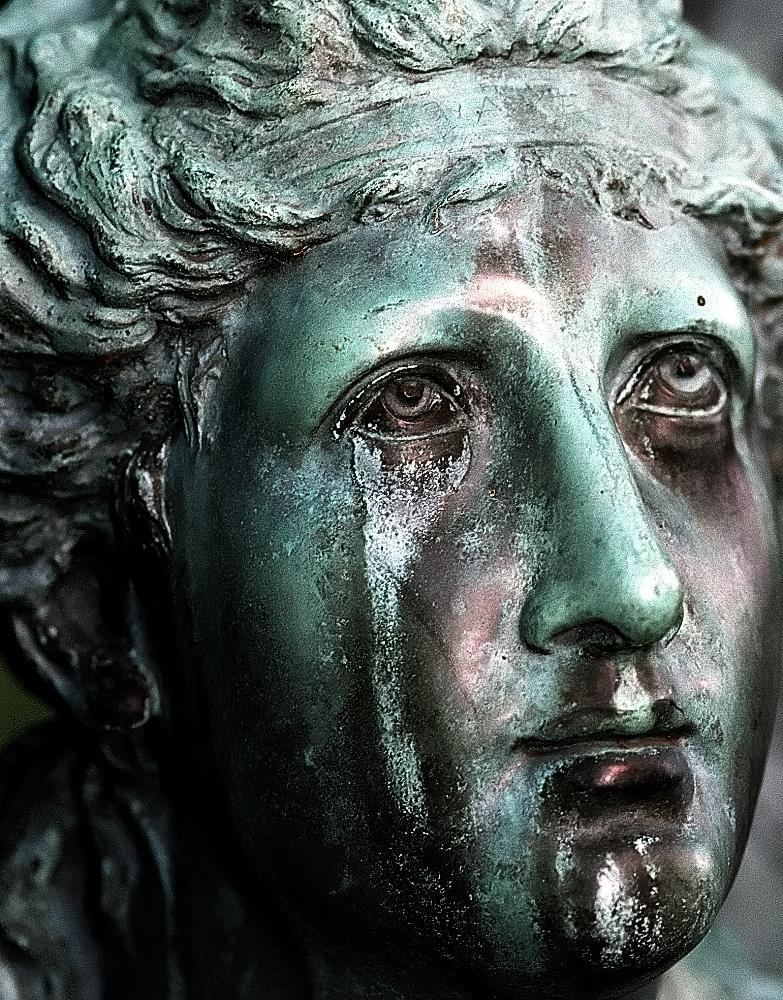
Tượng thiên thần rơi lệ

Một bức tượng đổ lệ dùng để chỉ một bức tượng được tuyên bố là đổ nước mắt khóc một cách siêu nhiên. Trong nhiều trường hợp được báo cáo bên cạnh nước mắt còn có cả chất màu đỏ (dường như là máu người), tinh dầu và các chất lỏng có mùi thơm khác. Đôi khi lời tuyên bố "bức tượng khóc" còn được kết hợp với phép lạ chữa lành và hương thơm của hoa hồng. Những sự kiện này thường được báo cáo bởi một số Kitô hữu và lúc đầu thu hút một số khách hành hương, nhưng trong nhiều trường hợp nó không được công nhận bởi người có thẩm quyền của giáo hội hoặc bị chứng minh là một trò lừa bịp. Bức tượng khóc được báo cáo thường xuyên nhất là tượng của Maria và đôi khi điều này đi kèm với tuyên bố về việc Đức Mẹ hiện ra. Tuy nhiên, cho đến nay chỉ có duy nhất một bức tượng khóc kết hợp với hiện ra đó là Đức Mẹ Akita là được sự chấp thuận của Tòa Thánh Vatican. Phần lớn các nơi còn lại bị coi là trò lừa đảo. Cuộc hiện ra có tính chất bất thường và những giọt nước mắt của bức tượng Đức Mẹ Akita thậm chí đã được truyền hình trên kênh quốc gia của Nhật Bản.

## Hoài nghi và lừa đảo
Giới chức của Giáo hội Công giáo đã rất thận trọng khi tiếp cận và xem xét những điều xảy ra với các bức tượng được cho là khóc. Nói chung, nhà thờ thiết lập những rào cản rất cao để một pho tượng được báo cáo là khóc được chính thức thừa nhận. Ví dụ vào năm 2002, pho tượng Thánh Padre Pio ở Messina, Sicily được cho là đã chảy nước mắt. Ngay lập tức, các quan chức của giáo hội công giáo ra lệnh kiểm tra cho thấy đó là khóc giả và chỉ là một trò lừa bịp.
Những người hoài nghi về hiện tượng "tượng đổ lệ" chỉ ra rằng trên thực tế việc tạo ra một bức tượng khóc giả là tương đối dễ dàng. Nhà hóa học L. Garlaschelli (Đại học Pavia, Ý) từng làm một thí nghiệm nhỏ bằng cách nặn một cái tượng bằng các loại vật liệu như thạch cao hay gốm, ông cho khoét một ống hình trụ dọc theo thân tượng, rồi cho sơn phết bằng nước sơn loại không thấm được. Ông đổ đầy nước (hay một chất lỏng) vào ống hình trụ, và với thời gian, tượng sẽ hấp thu chất lỏng đó, nhưng chất men tráng ngoài tượng sẽ ngăn chất lỏng chảy ra ngoài. Tuy nhiên, khi chất men bị trầy một chút, thường ở mắt và tai của tượng, thì chất lỏng sẽ theo đó mà chảy ra ngoài giống như là bức tượng biết khóc.
Đôi khi những nhân chứng cũng bị một hiện tượng giống như ảo giác, họ nhìn thấy một cái gì đó nhưng không phải thực sự ở đó. Chính vì vậy một số bức tượng khóc đã được tuyên bố giả mạo bởi giới chức của nhà thờ Công giáo. Năm 1995, một bức tượng Đức Mẹ Mễ Du được tuyên bố là khóc ra máu tại thị trấn Civitavecchia ở Ý. Khoảng 60 nhân chứng làm chứng về điều này.. Các giám mục địa phương nói rằng chính họ đã thấy pho tượng khóc. Máu trên bức tượng sau đó đã được kiểm chứng cho thấy đó là mau của một người nam. Tuy nhiên chủ sở hữu của bức tượng, Fabio Gregori đã từ chối tham gia một thử nghiệm DNA. Sau vụ việc xảy ra ở Civitavecchia, hàng chục bức tượng khác chảy máu đã được báo cáo. Tuy nhiên hầu như tất cả đã được chứng minh là trò lừa đảo, dấu máu thực chất là sơn màu đỏ hoặc nước đã rơi trên khuôn mặt của bức tượng.
Tháng 9 năm 2002, ở Perth (Úc), tượng Đức Maria được cho là khóc ra nước mắt có dầu thơm. Hai nhà khoa học đã đến tận nơi dùng tia tuyến đỏ cực mạnh để kiểm tra và phát hiện ra đó là một loại dầu ăn làm bằng cây cỏ chứ chẳng phải là nước mắt. Họ còn phân tích cho thấy dầu ăn này được pha với dầu hoa hồng để làm cho có mùi thơm. Năm 2008, người làm công cho nhà thờ là Vincenzo Di Costanzo đã bị đưa ra xét xử ở miền bắc Ý vì tạo ra máu giả trên một bức tượng của Maria khi DNA của ông trùng với máu trên pho tượng.
Giám mục G. Grillo đã chào mừng việc tượng Đức Mẹ ấy được trả lại trong nhà thờ St. Agostino de Pantano trước 3.000 người dự. Trong bài giảng Thánh lễ đã nói: Cho dù có rất ít pho tượng khóc được giáo hội Công giáo chính thức xác nhận nhưng hiện tượng này cũng đã làm dấy lên lòng tin, sự hối cải của một số kytô hữu. Giám mục Girolamo Grillo nói về pho tượng Civitavecchia: "...Dù sau này, Giáo hội sẽ phán quyết thế nào, từ Civitavecchia đây phải phát đi một lời kêu gọi mọi người: hãy lau khô dòng lệ của Đức Mẹ: đã khóc vì bao việc bạo tàn, bao điều thương luân bại lý, những sự băng hoại trong mọi phương diện...; vì người ta mù quáng chạy đua vũ trang làm chết thảm thương bao nhiêu người anh chị em mình, vì người ta đánh mất ý thức tội lỗi, vì hàng triệu người bị chiến tranh tàn sát hay bị phá thai.

## Danh sách các pho tượng khóc
Một số lượng rất nhỏ các bức tượng khóc đã được công nhận bởi Giáo hội Công giáo, ví dụ như ở Syracuse, Sicily, một bức tượng đã được công nhận bởi các giám mục Công giáo vào ngày 29 tháng 8 năm 1953. Đức Mẹ Akita đã được chính thức công bố như một "sự kiện siêu nhiên" vào năm 1988. Sau đây là một danh sách các tuyên bố về tượng khóc công khai hơn. Tính xác thực của những tuyên bố này rất khó để kiểm chứng và nhiều trường hợp đã được tuyên bố là trò lừa đảo bởi các giới chức địa phương.
| Thời gian                | Địa điểm                          | Tuyên bố | Tham khảo                                            |
| ------------------------ | --------------------------------- | --- | ---------------------------------------------------- |
| 1949                     | Syracuse, New York                | Nước mắt người — Chưa được xác thực | Lưu trữ ngày 21 tháng 7 năm 2013 tại Wayback Machine |
| Tháng 6, 1985            | Naju, Hàn Quốc                    | Nước mắt, máu người bị bác bỏ bởi giám mục địa phương | Tin Tức Công giáo                                    |
| Tháng 3, 1989            | Agoo, La Union, Philippines       | Nước của máu lợn, bị bác bỏ bởi Tổng giám mục Manila |                                                      |
| Tháng 2 năm 1995         | Civitavecchia, Ý                  | Pho tượng Đức Maria, mang về từ Medjugorje, chảy máu mắt |                                                      |
| Tháng 4 năm 1997 đến nay | Platina, Brasil                   | Tượng Thánh tâm Đức Mẹ xuất hiện những giọt máu đỏ - chưa được xác minh. | [ liên kết hỏng ]                                    |
| Tháng 3 năm 2002         | Messina, Ý                        | Pho tượng của Pio Pietrelcina chảy ra một chất lỏng màu đỏ, nhưng đã bị từ chối bởi Vatican | Lưu trữ ngày 18 tháng 9 năm 2011 tại Wayback Machine |
| Tháng 9 năm 2002         | Rockingham, Australia             | Pho tượng khóc có mùi thơm. |                                                      |
| Tháng 2 năm 2003         | Chittagong, Bangladesh            | Chưa được xác minh |                                                      |
| Tháng 9 năm 2004         | Baalbek, Liban                    | Pho tượng chảy dầu thơm, chớp mắt và có khả năng chữa bệnh - chưa được xác mình. |                                                      |
| Tháng 11 năm 2005        | Sacramento, California            | Chảy nước mắt máu, được cho là một trò lừa bịp của Paula Zahn TV show | Lưu trữ ngày 30 tháng 9 năm 2007 tại Wayback Machine |
| Tháng 3 năm 2006         | Kerala, Ấn Độ                     | tears of blood, appearance of oil, honey, milk — not verified |                                                      |
| Tháng 1 năm 2006 tới nay | Borġ in-Nadur, Birżebbuġa, Malta, | Máu nước mắt, xuất hiện dầu, muối - chưa được chứng thực, tự tuyên bố. | Lưu trữ ngày 15 tháng 8 năm 2010 tại Wayback Machine |
| Tháng 11 năm 2010        | Windsor, Ontario, Canada          | Pho tượng mỉm cười, chảy dầu được tuyên bố có khả năng chữa bệnh. | Lưu trữ ngày 2 tháng 5 năm 2011 tại Wayback Machine  |
| Tháng 7 năm 2012         | Baton Rouge, Louisiana, Hoa Kỳ    | Xuất hiện máu chảy ra từ chân tóc. |                                                      |
| Tháng 10 2012            | Tanauan, Batangas, Philippines    | Xuất hiện máu ở mặt và dầu trong lòng bàn tay của Đức Maria - Đấng Trung Gian Mọi Ơn Thánh. Máu sau đó được xác định là máu người thuộc nhóm máu O. Đang được điều tra bởi Tổng giáo phận Lipa. | GMA News                                             |